# Xerocrassa penchinati
Xerocrassa penchinati е вид коремоного от семейство Hygromiidae.

## Разпространение
Видът е разпространен в Андора, Испания и Франция.